# Kitörési oszlop

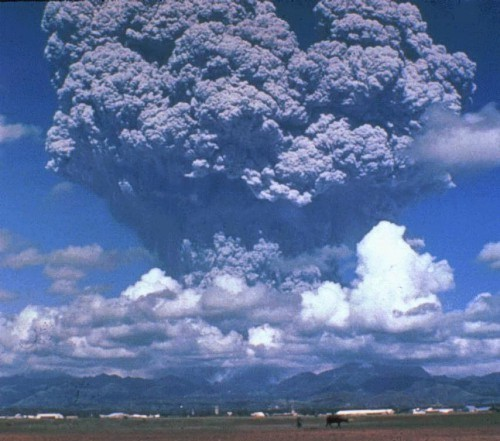
A Fülöp-szigeteki Pinatubo vulkán kitörése

A kitörési oszlop a robbanásos vulkánkitörések alkalmával a levegőbe kerülő forró vulkáni hamufelhőt jelenti, amely jellegzetesen függőleges felépítésű. A vulkáni hamufelhő emelkedése közben egy oszlopot formál, amely több kilométeres magasságba is feljut, magasan a vulkán felett. A leghevesebb vulkánkitörések alkalmával ez az oszlop akár 40 kilométer magasra is fellökődhet, amely már a sztratoszféra. A sztratoszférába feljutó aprószemcsés vulkáni hamu rövidtávon képes éghajlati változásokat okozni. 
Bizonyos esetekben a vulkáni hamufelhő olyan sűrűségű, hogy saját súlyánál fogva összeroskad és ilyen esetekben gyakran alakul ki vulkanikus törmelékár.

## Kialakulása
Kitörési oszlopok robbanásos vulkánkitörések esetén jöhetnek létre, olyankor, amikor a nagy koncentrációjú illóanyagok az emelkedő magmával keveredve finom vulkáni hamut, illetve ennél durvább tefrát hoznak létre. A hamu és a tefra több száz m/s-os sebességgel lövell ki a vulkán kürtőjéből, amelynek következtében rövid idő alatt több kilométeres magasságba kerülnek a hatalmas erejű feláramlásnak köszönhetően. A kitörési oszlopok igencsak rövid életűek lehetnek abban az esetben, ha kisebb erejű kitörés hozza létre őket, ugyanakkor nagyobb erejű, sorozatos, vagy közel azonos helyen előforduló kitörések eseten hosszabb ideig is fennmaradhatnak.

## Szerkezete
A kitörési oszlopban jelenlévő szilárd, vagy folyékony halmazállapotú anyagok felemelkedésének folyamata megváltozik.
- A kitörések alapjánál a nyíláson kiáramló anyagok általában a gázok, illetve gőzök kiszabadulásának erejétől hajtva hagyják el a vulkán kürtőjét. A gázok fokozatosan kitágulnak, ahogyan a felettük elhelyezkedő kőzetrétegek vékonyodnak. Ezt a részt a tolórégiónak nevezik a szakemberek, amelynek magassága mindössze egy-két kilométerrel a nyílás fölött véget ér.
- A konvektív tolórégió közel az egész kitörési oszlopot magába foglalja. A gázok  tolórégiója nagyon erőteljes és a környező levegő összekeveredik a gázokkal és felmelegedik. A levegő kitágul, csökken a sűrűsége és emelkedni kezd. A felemelkedő levegő magával ragadja a szilárd és folyékony anyagokat.
- Ahogy a kitörés felhője eléri az alacsonyabb sűrűségű légrétegeket, egyre inkább olyan hőmérsékletűvé és sűrűségűvé válik, mint a környező légrétegek. Ebben a semleges áramlási környezetben a kilökődött vulkáni anyagoknak már nincs elegendő energiájuk a feláramlásból, ugyanakkor még van annyi lendület bennük, hogy folytassák a felfelé való, ám egyre lassuló mozgásukat. Ezt hívják az úgy nevezett "esernyő régiónak", mivel ilyenkor a kitörési oszlop felső részei elkezdenek fokozatosan szétterülni. A kitörési oszlop hőmérséklete és sűrűsége ekkor már azonos a környező légrétegek hőmérsékletével és sűrűségével az esernyő régió alján, ugyanakkor a még lendületben lévő anyagok fokozatosan felfelé törnek. Mivel ebben a régióban már a feláramlás és kitörési oszlop anyagainak sebessége közel egyenlő a nullával, ezért ezekben a légrétegekben a hamufelhő irányát és alakulását már az itt uralkodó szél iránya és erőssége határozza meg.

## Az oszlop magasságát befolyásoló tényezők
A kitörési oszlop végül befejezi az emelkedést, mivel elfogynak a felhajtóerőből származó energiái. Számos tényező határozza meg, hogy mekkora magasságba emelkedhet fel a kitörési oszlop. 
Lényeges befolyásoló tényező a kitörés nyílásának mérete, a magma gáztartalma, valamint a kitörésben részt vevő anyagok kilökődési sebessége. A külső tényezők is fontosak lehetnek, mivel a kitörés környékén fújó szelek, illetve a környező levegő hőmérsékleti grádiense is fontos szerepet játszhat a kitörési oszlop magasságának befolyásolásában. A légkör hőmérséklete normális esetben a troposzféra 6-7 kilométeres magasságában kezd el csökkenni, de már kisebb hőmérsékleti változások is komoly hatással lehetnek az oszlop magasságára. Elméletileg a kitörési oszlop magassága nem haladhatja meg az 55 kilométert. A gyakorlatban 2-45 kilométeres magasságig terjedő kitörési oszlopokat figyeltek meg a kutatók eddig. 
Azon kitörési oszlopoknak, amelyeknek magassága a 10-15 kilométert eléri, már lehet hatása a lebegő részecskék által a sztratoszférára. A troposzférából a hamu és az egyéb lebegő részecskék viszonylag hamar kiürülnek a csapadékképződés által, de azon anyagok, amelyek eljutnak a sztratoszféráig, azok ennél jóval lassabban ürülnek ki a felső légrétegekből és ennek hatása lehet az időjárási rendszerekre. A sztratoszférába kerülő lényeges mennyiségű anyag esetén akár komolyabb éghajlati változásokkal is számolni kell, mint, ami például a Pinatubo 1991-es kitörésekor történt, amikor is a globális átlaghőmérséklet 0,5 °C-kal csökkent. A legnagyobb kitörések során a légkörbe kerülő anyagok mennyisége több fokkal is csökkentheti a hőmérsékletet és hozzájárul a vulkán környékén a fajok tömeges kipusztulásához.

## Veszélyei

### A kitörési oszlop összeomlása
Egyes esetekben a kitörési oszlop összeomolhat, például olyankor, amikor nagyon alacsony a magma gáztartalma, illetve a kilövellt anyagok sűrűsége nagyobb annál, mint amit a levegő feláramlása magával tudna ragadni, illetve olyankor, amikor az alacsonyabb rétegekből sűrűbb magma kezd a felszínre törni. Ilyenkor előfordulhat, hogy a kitörési oszlop a saját súlyánál és sűrűségénél fogva képtelen a további feláramlásra és összeomlik. Ekkor szokott keletkezni többek közt a vulkanikus törmelékárnak nevezett jelenség. 

### Légiközlekedés
A kilövellő vulkáni hamu befolyásolhatja a légiközlekedést, mivel a hamufelhőn keresztül a gépek nem repülhetnek. Ez történt 2011-ben az izlandi Eyjafjallajökull kitörésekor is, amely komoly fennakadásokat okozott az Európa és Észak-Amerika közti légiközlekedésben.

## Fordítás
Ez a szócikk részben vagy egészben  az   Eruption column című angol Wikipédia-szócikk ezen változatának fordításán alapul.  Az eredeti cikk szerkesztőit annak laptörténete sorolja fel. Ez a jelzés csupán a megfogalmazás eredetét és a szerzői jogokat jelzi, nem szolgál a cikkben szereplő információk forrásmegjelöléseként.